# Callichroma sibutica
Callichroma sibutica är en skalbaggsart som beskrevs av Hintz 1919. Callichroma sibutica ingår i släktet Callichroma och familjen långhorningar. Inga underarter finns listade.